# Luís Bartolomeu de Souza e Silva
Luís Bartolomeu de Souza e Silva (3 de outubro de 1864 - 25 de julho de 1932) foi um jornalista brasileiro, criador da revista O Tico Tico, em 1905, a primeira a revista em quadrinhos no Brasil. Também esteve envolvido na fundação da revista O Malho e do jornal A Tribuna, na cidade do Rio de Janeiro.
Sogro do político Lindolfo Collor, que casou-se com sua filha D. Hermínia Bartolomeu de Sousa e Silva, sendo bisavô do ex-presidente Fernando Collor, filho de sua neta Leda Collor. Era casado com Maria Eugênia Sanchez Dias.